# Sarusuberi
Miss Hokusai (百日紅, Sarusuberi) és un manga japonès històric escrit i dibuixat per Hinako Sugiura. Compte la història de com Katsushika Ōi treballava a l'ombra del seu pare Hokusai. Va ser adaptada a cinema d'animació (anime) pel director Keiichi Hara, el 2015.

## Argument

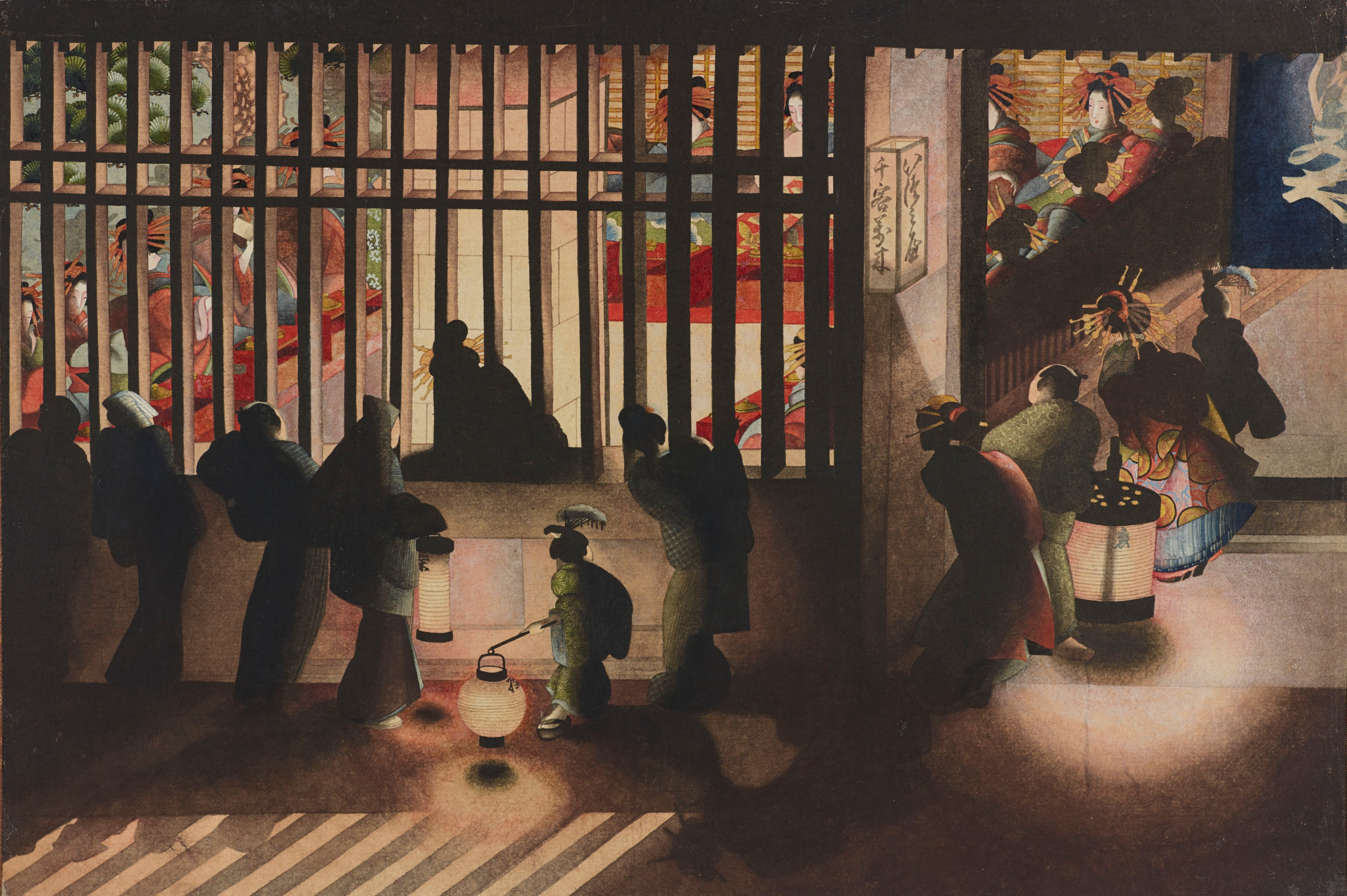
Escena de nit a Yoshiwara (吉原格子先之図) de Katsushika Ōi, apareix en els crèdits.

La història del manga consisteix en episodis que no estan necessàriament connectats entre si. Conten com era la vida de Katsushika Ōi a Edo i com treballava al taller de son pare. També apareix la seva germana menor —cega— en un dels episodis.
L'animi comença a Edo el 1814, durant el període Edo. Katsushika Ōi és una de les quatre filles del pintor Tetsuzo, que més tard es va conèixer com Hokusai. La pel·lícula té lloc quan Katsushika Ōi aconsegueix l'edat adulta, mentre que el seu pare, d'uns cinquanta anys, és ja un artista reconegut al seu país. L'estudi en el qual viuen i treballen és un desastre, la qual cosa fa que Katsushika Ōi se'n vagi a casa de la seva mare per a menjar, però passa les nits a l'estudi. Tetsuzo és conegut per les seves famoses habilitats de pintura, com ara la pintura de la Bodhidharma o dos pardals en un gra d'arròs. Katsushika té el talent i l'obstinació del seu pare. Ella pinta sovint al seu escriptori, sense necessitat de signar el seu treball, amb la finalitat de completar les comandes, i no rep cap mena de reconeixement pel seu talent.
La película alterna episodis de la vida de Katsushika i el seu pare i els pintors que els visiten, especialment Zenjiro Ikeda (Keisai Eisen), que més tard es va fer conegut pel seu bijin-ga, i Kuninao Utagawa. S'hi troben diverses escenes de la mitologia japonesa i el budisme. Després de danyar accidentalment la pintura d'un drac japonès que el seu pare havia de lliurar l'endemà, Katsushika va haver de tornar a pintar el drac. Durant la nit, una forta tempesta esclata i el drac descendeix dels núvols. Aquesta podria ser la història de l'època Tang, segons la qual existeix una tècnica per capturar un drac en una pintura. El tema de la ikiryō també es representa, per exemple, quan les mans astrals de Tetsuzo volen, o quan investiguen rumors sobre un famós Oiran al districte de Yoshiwara, el cap astral del qual tracta de sortir del seu cos durant la nit. L'Amitābha pura de Buda de la terra és també un tema, per exemple, quan l'esposa d'un patró perd el cap a causa d'una pintura de jigoku (infern budista, regne dels Naraka) per Katsushika. Tetsuzo s'adona que Katsushikai no «no acaba» la pintura i ho fa afegint-hi la imatge de l'Amitābha, que finalment dona la tranquil·litat. El Buda fa una altra aparició amb dos Bodhisattva en una seqüència d'un somni.
La pel·lícula també evoca la relació entre Katsushika, Tetsuzo i la germanastra de Katsushika, del primer matrimoni del seu pare. Ella és cega de naixement i Tetsuzo per tenir por de la mort i la malaltia, no so acudir a visitar-la. És Katsushika que en pren cura i que la porta al pont de Ryōgoku, per descobrir els paisatges i que així tingui contacte i pugui escoltar i sentir el món.
Katsushika és soltera i no està interessada en les relacions romàntiques, però el seu pare li encomana que faci gravats i dibuixos eròtics shunga.
Quan la germana menor de Katsushika cau malalta, convenç el seu pare perquè finalment la visiti, i fins i tot pinta una imatge d'una deïtat protectora. Però la nena no es recupera i mor. Entra en l'estudi en la forma d'una forta ràfega de vent, i deixa al sòl una Tsubaki, la flor que una vegada li va donar la seva germana major.
La pel·lícula acaba amb un text que apareix a la pantalla i que explica el destí dels personatges principals. Tetsuzo, que es va convertir en Hokusai, va morir a l'edat de 90 anys. Katsushika li va sobreviure durant nou anys i sembla que va viatjar molt, ningú sap on va morir.

## Personatges
O-Ei
Veu: Anne Watanabe  (japonès)
Katsushika Hokusai
Veu: Yutaka Matsushige  (japonès)
Ikeda Zenjiro
Veu: Gaku Hamada  (japonès)
Utagawa Kuninao (歌川国直)
Veu: Kengo Kora  (japonès)
Koto
Veu: Jun Miho  (japonès)
O-Nao
Veu: Shion Shimizu  (japonès)
Iwakubo Hatsugoro
Veu: Michitaka Tsutsui  (japonès)
Kichiya
Veu: Miyu Irino  (japonès)

## Mitjans

### Manga
Hinako Sugiura va començar el manga quan tenia 25 anys. La figura d'O-Ei és considerada pel director Keiichi Hara com l'avatar del creador.
La història del 'manga' consta d'episodis que no estan necessàriament connectats entre si. La història anime està basada en el manga.

### Pel·lícula d'anime
En produir l'adaptació, Hara va optar per centrar-se en el personatge d'O-Ei perquè el seu paper esdevé més important a mesura que avançava el manga original. Les seqüències originals es van afegir durant la meitat i el final de la pel·lícula. També es va ampliar el paper de la germana petita cega, O-Nao.
La pel·lícula es va estrenar al Japó el 9 de maig de 2015. Va rebre la seva estrena nord-americana al Fantasia International Film Festival entre el 12 de juliol i el 5 d'agost de 2015. Anime Limited va projectar la pel·lícula al Regne Unit, amb l'estrena El 10 d'octubre de 2015, amb la presència de Hara.

## Recepció

### Resposta crítica
La pel·lícula va rebre una puntuació d'aprovació del 93% de Rotten Tomatoes.
Boyd van Hoeij de The Hollywood Reporter va anomenar la pel·lícula "un anime episòdic però extremadament ric".
La pel·lícula va guanyar el Premi del Jurat al 39è Festival Internacional de Cinema d'Animació d'Annecy. Al Festival Internacional de Cinema FanTasia va guanyar tres premis. Keiichi Hara va guanyar el Premi Tsumugi Asiagraph 2015 per la pel·lícula. Al 19è FanTasia, va guanyar el Premi d'Or del Públic a la millor pel·lícula d'animació, el Premi Satoshi Kon al millor llargmetratge d'animació i el Premi Séquences al millor llargmetratge asiàtic. Va guanyar el premi a la millor pel·lícula d'animació als 70ns Premis de Cinema Mainichi.

### Premis
| Premi            | Data de cerimònia    | Categoria                                    | Receptor(s)  | Resultat | Ref(s) |
| ---------------- | -------------------- | -------------------------------------------- | ------------ | -------- | ------ |
| Premis Annie     | 4 de febrer de 2017  | Millor pel·lícula d'animació—Independent     | Miss Hokusai | Nominat  | [ 11 ] |
| premis Satellite | 19 de febrer de 2017 | Millor funció d'animació o de mitjans mixtes | Miss Hokusai | Nominat  | [ 12 ] |